# 爪哇红翅鵙鹛
爪哇红翅鵙鹛（学名：Pteruthius flaviscapis），是雀形目莺雀科的一种鸟类。

## 特征
爪哇红翅鵙鹛体重约38.67克，翼长约70.1毫米，嘴峰长约16.8毫米，喙宽度约5.5毫米，喙厚度约5.6毫米，跗蹠长约24.7毫米，尾长约48.2毫米。爪哇红翅鵙鹛在其分布区内为留鸟，其栖息在密集的高大树木组成的森林中，食性为肉食性，主要食物来源是陆生无脊椎动物。

## 分布
爪哇高地。